# Pascual Pérez Choví
Pascual Pérez Choví. (Carlet, Valencia, 1889 – Alginet, Valencia, 1953) was een Spaans componist en dirigent.

## Levensloop
Op 7-jarige leeftijd begon hij bij de dirigent Aguado van de Banda Municipal de Valencia met solfège- en klarinetlessen. Op 11-jarige leeftijd speelde hij Es-klarinet en later Bes-klarinet in deze banda. Na de voortgezette studies bij de Militairkapelmeester Navarro, dirigent van de militairkapel van Valencia werd hij zelf in 1920 dirigent in zijn geboortestad Alginet van de Banda de Música Sociedad Artística Musical de Alginet. Met deze banda won hij 1930 een 1e prijs in de 2e sectie van het Certamen International de Bandas de Música Ciutat de Valencia en eveneens een 1e preis op het Certamen de Requena, Valencia en een tweede prijs op het Certamen de Benifayo, Valencia.

## Composities

### Werken voor banda (harmonieorkest)
- 1925 Pepita Greus, paso-doble (opgedragen aan: de dichteres Señora Angela-Josefa Greus Saez)
- El colegial, paso-doble
- Flores de España, paso-doble

- Biblioteca Nacional de España: XX882757
- International Standard Name Identifier: 0000 0000 5949 3517
- Library of Congress Control Number: no00051781
- MusicBrainz: fc621045-91b0-4d52-a857-9315c4da4953
- Virtual International Authority File: 46306609
- WorldCat: E39PCjwx9RDCmDjfDW8dHpjfRq